# Arturo Miolati
Arturo Miolati (Mantova, 2 marzo 1869 – Roma, 23 febbraio 1956) è stato un chimico italiano.
Oltre che per le sue ricerche di chimica organica e inorganica (ammidi, acidi e sali complessi, ossime, radicali ecc.), è noto soprattutto per aver collaborato con Alfred Werner agli studi sulla conducibilità elettrica delle soluzioni acquose dei complessi ammoniacali del cobalto contribuendo alla definizione della sua teoria dei composti di coordinazione. In campo tecnologico si occupò della sintesi dell'ammoniaca.

## Biografia
Dopo gli studi al Regio istituto tecnico di Mantova (1886), conseguì il diploma di ingegnere chimico presso il Politecnico federale di Zurigo nel 1889 e la laurea in filosofia all'Università della città svizzera nel 1891.
Nel 1893 iniziò la sua collaborazione con Alfred Werner, il fondatore della moderna teoria dei composti di coordinazione. Nello stesso anno fu chiamato a Roma da Stanislao Cannizzaro, dove ottenne la libera docenza (1894) e del quale fu assistente dal 1898 al 1901, per poi vincere il concorso per la prima cattedra italiana di elettrochimica, creata presso il Museo industriale di Torino (che diverrà il Politecnico di Torino dal 1906).
Miolati continuò la collaborazione con Werner ed estese le proprie indagini ai complessi del rutenio, dell'iridio e del platino, elaborando la teoria sui composti di coordinazione in modo originale e ponendo le basi per i successivi sviluppi di Arthur Rosenheim e Linus Pauling. Fu attivo nella Società italiana per il progresso delle scienze (SIPS), diede un valido contributo alle applicazioni industriali (soprattutto nel corso della prima guerra mondiale) e s'impegnò a valorizzare i giovani talenti (suoi allievi furono, tra gli altri, Alberto Chilesotti, Giordano Giacomello e Luigi Casale).
Nel 1917 fu chiamato alla cattedra di chimica generale e organica dell'Università di Padova, dove nel 1928 divenne preside della facoltà di scienze, direttore della scuola di farmacia (1929) e dove, nel 1932, creò la cattedra di chimica fisica. Ormai ritiratosi dall'attività accademica e già membro di molte e prestigiose associazioni, nel 1948 fu nominato socio nazionale dell'Accademia Nazionale dei Lincei.

## Opere (parziale)
- Über die Umwandlung von Rhodaniden in ringförmige Verbindungen ("Sulla conversione di tiocianati in composti ad anello"), Zurigo, Schabelitz, 1891.
- Alfred Werner e Arturo Miolati, "Contributo allo studio della costituzione dei composti inorganici", in Gazzetta chimica italiana, 1893, pp. 140–165; 1894, pp. 408–427; 1897, pp. 299–316.
- Elettrolisi dei cloruri alcalini, Torino, Viretto, 1915.
- Synthetic ammonia and the Casale process, Roma, L'universale Tip. Poliglotta, 1927.
- Sostanze solide ideali e semplici, Padova, Guf, 1930.